# Vermögen von Parteien und Massenorganisationen der DDR
Nach dem Zweiten Weltkrieg entstanden in der Sowjetischen Besatzungszone bzw. später in der DDR politische Parteien und Massenorganisationen, die zusammengenommen fast alle Bereiche des gesellschaftlichen Lebens durchdrangen. Zunehmend wurden sie in das staatliche Herrschaftssystem integriert und zu Stützen der bestehenden Ordnung. Dabei häuften sie ein großes Betriebsvermögen in Form von liquiden Mitteln, Immobilien, Eigenbetrieben, Kunstwerken, Auslandskonten und Unternehmen im Ausland an. Zum Vermögen zählten unter anderem 6129 Immobilien (1677 bei der SED-PDS, 1682 beim FDGB einschließlich FDGB-Feriendienst), die zum Teil im Eigentum, Gebäudeeigentum, in Rechtsträgerschaft oder in Nutzung der Organisationen standen.
Ein Großteil dieser Aneignungen wird als nicht rechtens betrachtet. Mit der Wende begann der Streit um den weiteren Bestand dieser Vermögenswerte und Organisationen. Noch vor der deutschen Wiedervereinigung wurde daher von der Volkskammer ein Gesetz verabschiedet, das die Vermögen von Parteien und Massenorganisationen der DDR (PMO) unter die Verwaltung einer Behörde stellte, bis zur endgültigen Entscheidung über die Verwendung.

## Aus dem Beschluss der Volkskammer
„§ 20a. (1) Der Ministerpräsident setzt eine unabhängige Kommission ein, die einen Bericht über die Vermögenswerte aller Parteien und mit ihnen verbundenen Organisationen, juristischen Personen und Massenorganisationen der DDR im In- und Ausland erstellt.

(2) Die Parteien und die ihnen verbundenen Organisationen, juristischen Personen und Massenorganisationen haben unbeschadet der Pflichten gemäß Absatz 1 eingesetzten Kommission vollständig Rechenschaft zu legen,

a) welche Vermögenswerte seit dem 8. Mai 1945 in ihr Vermögen oder das einer Vorgänger- oder Nachfolgeorganisation durch Erwerb, Enteignung oder auf sonstige Weise gelangt sind oder veräußert, verschenkt oder auf sonstige Weise abgegeben wurde;

b) insbesondere ist eine Vermögensübersicht nach dem Stand vom 7. Oktober 1989 sowie über die seitdem erfolgten Veränderungen zu erstellen.“

## Gründung der UKPV
Mit dem 1. Juni 1990 ging das bis August 1989 bestehende Vermögen von fünf Parteien und 18 Massenorganisationen zur Prüfung und treuhänderischen Verwaltung in die Hände der Unabhängigen Kommission zur Überprüfung des Vermögens der Parteien und Massenorganisationen (UKPV).
In verschiedenen Organisationen, insbesondere in der SED, aber auch in den anderen Parteien sowie den teilweise in Auflösung befindlichen Massenorganisationen versuchten Funktionäre auf verschiedenen Ebenen, die Geldbestände am Gesetz vorbei zu „sichern“ oder für private Zwecke zu veruntreuen.

## Nach der Wiedervereinigung – neue Aufgaben für die UKPV
Mit der Deutschen Wiedervereinigung ging die Kontrolle über die Vermögen an die Treuhandanstalt über, die auch mit der Privatisierung der Volkseigenen Betriebe beauftragt war. Veränderungen am Vermögen – etwa Verkäufe von Firmenanteilen oder Grundstücken – bedurften in dieser Zeit der Zustimmung der Behörde. Dies führte einige der Organisationen in existenzielle Krisen.
Die UKPV verfolgte nach der Übernahme des Hauptgeschäftes durch die Treuhandanstalt und auch in Zusammenarbeit mit ZERV die Suche nach veruntreuten und unterschlagenen Vermögen der Organisationen. Bis 1998 hatte sie bei Ermittlungen 2,64 Milliarden DM (ohne Zinsen) sichergestellt, davon den größten Anteil bei der SED-PDS und beim FDGB. 2006 legte die Kommission ihren Abschlussbericht vor und gab ihre Auflösung bekannt.
Von dem gesicherten Vermögen sind laut Bericht bisher 854,3 Millionen DM für Kultur- und Forschungsmaßnahmen in den neuen Ländern eingesetzt worden. Nach dem Altschuldenregelungsgesetz mussten nun von 1998 an bis 2004 die verfügbaren Gelder aus dem Vermögen bis zu einem Gesamtbetrag von 735 Millionen DM zur Tilgung der Altschulden der neuen Länder sowie weitere 50 Millionen DM für den Denkmalschutz verwendet werden, womit die Mittel fast vollständig aufgebraucht wurden.

## Die Arbeit der UKPV und ihre Folgen für die DDR-Organisationen

### SED-PDS
Die SED-PDS gründete nach dem Sonderparteitag am 9. Dezember 1989, der einen entscheidenden Umbruch in der Parteigeschichte darstellte, eine interne Gruppe zur Sicherung des Parteivermögens. Das ursprüngliche Vermögen der SED zum Stichtag betrug 6,2 Milliarden DDR-Mark (rund 2,8 davon als Barvermögen, 3,3 Mrd. in Fonds).
Zudem besaß die SED
- Verlage (VOB Zentrag),
- Betriebe und Immobilien, darunter die
  - DEFA-Filmgesellschaft,
  - die GENEX Geschenkdienst GmbH sowie das
  -  Außenhandelsunternehmen Novum.[2]

Hinzu kam ein Anlagevermögen in Form von Wertgegenständen, Autos, Möbeln und ähnlichem. Durch massive Austritte gelang es nicht mehr, die Bezahlung der rund 40.000 hauptamtlichen Mitarbeiter aus den laufenden Einnahmen zu bestreiten. Die Parteiführung versuchte auf verschiedene Weise, das Parteivermögen staatlichem Zugriff zu entziehen: Durch Schenkungen und Spenden an Organisationen, durch Darlehen an Genossen zur Gründung von Firmen oder durch Finanztransaktionen mit fingierten Rechnungen. Drei Milliarden Mark waren bereits zuvor an den Staatshaushalt überwiesen worden.
Eine der größten bekanntgewordenen Vermögensverschiebungen der SED/PDS war der sogenannte Putnik-Deal, in dem die Partei insgesamt 107 Mio. DM durch Verbringung ins Ausland dem Zugriff der UKPV entziehen wollte.
Noch immer herrscht Unklarheit über den Verbleib von einem Teil der Gelder und Vermögensgegenstände, die sich die SED in der DDR zu Unrecht angeeignet hatte. Zahlreiche Durchsuchungen der UKPV und anderer Behörden in Parteigeschäftsstellen und nahestehenden Firmen haben aber nie Zuführungen von illegalem Vermögen in den Betrieb der Nachwende-PDS nachgewiesen.
1992 verzichtete die PDS in einer notariellen Einigung mit der Treuhandanstalt auf sämtliche Auslandsvermögen der SED.
Die PDS-Führung um Parteichef Gregor Gysi und Schatzmeister Dietmar Bartsch sah sich ab dem Beitritt der DDR strenger Kontrolle ausgesetzt. Im September 1991 wurde nach zahlreichen Beschränkungen des Zugangs der PDS zu ihrem bisherigen Vermögen durch die Treuhandanstalt Berlin sämtliche Konten- und Kassenbestände der PDS per Verwaltungsbescheid eingezogen. Trotz eines Darlehens in Höhe von 5.548.000 DM, welches etwa der PDS-Landesverband Thüringen von der Treuhandanstalt Berlin bis zum Jahresende gewährt bekam, war die finanzielle Handlungsfähigkeit der Landesverbände und der Bundeszentrale ernsthaft gefährdet. Durch Sonderspendenaktionen gelang es der PDS schließlich, diese Darlehen zurückzuzahlen.
1994 stellte das Finanzamt eine Steuernachforderung über 67 Millionen DM. Sie bezog sich auf Vermögen, das nicht mehr in der Kontrolle der PDS, sondern der Treuhandanstalt  stand. Nach einem Hungerstreik von prominenten Parteivertretern und der Besetzung von Treuhand-Büros räumte der für die Betreuung des SED-Vermögens verantwortliche Treuhand-Mitarbeiter Bernd Stephan Bedenken ein. Es sei rechtlich strittig, ob Parteien dem Gesetz nach überhaupt Körperschaftssteuern schulden können. Auch der UKPV-Vorsitzende Hans-Jürgen Papier setzte sich dafür ein, den Bescheid nicht zu vollstrecken.
Im Juli 1995 kam es zum abschließenden Vergleich zwischen PDS und Treuhandanstalt. Die Verwaltung aller noch bestehenden Darlehen ging an die Treuhandanstalt über, die PDS trat alle umstrittenen Vermögensgegenstände offiziell ab. Im Gegenzug sicherte die Treuhandanstalt der PDS Rechtssicherheit über ihr zweifelsfrei legales Vermögen zu: Eine Immobilie im Thüringer Wald, ein Haus in Erfurt, ein Grundstück in Sachsen-Anhalt sowie die Parteizentrale Karl-Liebknecht-Haus, die nachweislich zum Vermögen der KPD der 1920er Jahre gehörten. Zudem wurden der Verlag Neues Deutschland und der Karl Dietz Verlag aus der Obhut der Treuhand entlassen – unter Rückhaltung der Barvermögen.
Nach dem Vergleich fällt jegliches neu aufgefundene Altvermögen dem Staat zu. Der PDS wurde vorgeworfen, die Ermittlungen nicht ausreichend zu unterstützen. Gegen Behauptungen von Wolfgang Thierse, die Linkspartei nutze weiterhin SED-Vermögen für ihre Zwecke, ging die Partei erfolgreich gerichtlich vor.
Ihre zweifelsfrei als rechtmäßig ermittelten Firmen konnte die Partei nur durch Zuwendungen aus dem nach der Wende erworbenen Parteivermögen sanieren. Der Linkspartei gehören heute das Karl-Liebknecht-Haus in Berlin, die Zeitung Neues Deutschland, der Karl-Dietz-Verlag sowie die Hotel am Wald Elgersburg GmbH. Das ND-Verlagsgebäude, nach der Wende von der Deutschen Bahn beansprucht, wird mittlerweile von einer Tochterfirma des Neuen Deutschland betrieben. Die Linkspartei hält über eine Beteiligungsgesellschaft Anteile an einigen weiteren Unternehmen, etwa der Firma BärenDruck Mediaservice.
Ob sich noch Auslandsvermögen der SED auf Treuhand-Konten in Liechtenstein befindet, ist Gegenstand seit Februar 2008 laufender Untersuchungen. Das Geld würde in dem Fall aufgrund der notariellen Einigung in den deutschen Bundeshaushalt fließen.
Laut einer als Podcast veröffentlichten Analyse von Hubertus Knabe, hat die PDS ihr Geld nicht nur auf Treuhandkonten in Liechtenstein transferiert, sondern auch in nach der Wende gegründete Privatunternehmen investiert. Als Gesellschafter von mehr als 100 neu gegründeten GmbHs wurden zuverlässige Parteimitglieder eingesetzt. Die Gesellschafter erhielten von der PDS treuhänderisch die Gelder, die sie benötigten, um eine Firma zu gründen. Anschließend erhielten die Firmen von der PDS Kredite zu günstigen Konditionen, die in den Folgejahren zurückzuzahlen waren.

### Ost-CDU und DBD
Der Hauptteil des Vermögens der CDU der DDR bestand aus den gewerblichen Unternehmen, die in der Vereinigung organisationseigener Betriebe (VOB) Union zusammengefasst waren. Die CDU der DDR legte sich frühzeitig fest, nur rechtsstaatlich erworbenes Vermögen behalten zu wollen. Bereits Anfang 1990 hatte der Vorstand der Ost-CDU beschlossen, sich von dem nicht-rechtsstaatlich erworbenen Vermögen zu trennen. Die Umsetzung wurde jedoch in der Presse kritisiert. So schrieb Der Spiegel:

„Formal hat sich die CDU Anfang des Jahres [1990, d. Verf.] von ihrem Parteivermögen getrennt. Aber ‚das Saubermachen‘ (Korbella) hat an den Eigentumsverhältnissen eigentlich nichts geändert. Statt der VOB Union (VOB = Vereinigung Organisationseigener Betriebe) verwaltet nun eine ‚Union GmbH‘ das Eigentum […] VOB-Generaldirektor Wolfgang Frommhold blieb auch Chef der Union GmbH, und auch die Hauptgesellschafterin blieb – natürlich – die CDU.“

Weiter heißt es in dem Artikel:

„Die SED-Nachfolgerin PDS und die gewendeten Blockparteien haben so viel Grundbesitz und andere Annehmlichkeiten geerbt, daß sie allen Grund haben, das heikle Thema ruhenzulassen. Auch die Bonner Schwestern, CDU und FDP, die bei einer Vereinigung die lachenden Miterben wären, belassen es bei starken Worten. Profitieren könnten von der öffentlichen Diskussion nur die Parteien, die es im SED-Staat entweder noch nicht oder nur im Untergrund gab: Sozialdemokraten, Grüne, Alternative – die ins Hintertreffen geratenen Vorreiter der Herbstrevolution, die weder Grundstücke noch Parteihäuser, weder Verlage noch Zeitungen haben.“

Die CDU der DDR fusionierte zunächst mit der neu gegründeten Partei Demokratischer Aufbruch (DA) und im August/September 1990 mit der ehemaligen Blockpartei Demokratische Bauernpartei Deutschlands (DBD), bevor sie sich der westdeutschen CDU anschloss. Die neu entstandene Partei war damit vermögensmäßig die Nummer zwei in der DDR.
Die CDU verzichtete im November 1990 endgültig auf das nicht rechtsstaatlich erworbene Vermögen der Ost-CDU und der DBD. Dieser  Vermögensteil wurde den Alteigentümern zurückgegeben bzw. für gemeinnützige Zwecke in den neuen Bundesländern verwendet. Andere Immobilien behielt die CDU.
Sie konnte jedoch einen Teil der Parteibüros und der Infrastruktur behalten, um künftige Wahlkämpfe zu führen. Aufgrund der finanziellen Situation nach dem Vermögensverzicht musste der Parteiapparat stark verkleinert werden. Anstelle der bisherigen Kreisgeschäftsstellen in jedem Landkreis waren nur noch eine Geschäftsstelle pro Bundestagswahlkreis finanzierbar. Die Zahl der Geschäftsstellen sank von ca. 220 auf 80. Auch verloren die meisten der über 2000 Beschäftigten der Ost-CDU ihren Arbeitsplatz.

### FDP, LDPD, NDPD, BFD
In der Wendezeit schloss sich die neu gegründete FDP der DDR mit der ehemaligen Liberal-Demokratischen Partei Deutschlands (LDPD) und der National-Demokratischen Partei Deutschlands (NDPD) zum Bund Freier Demokraten zusammen. Dieser Zusammenschluss mit den Blockparteien brachte der West-FDP nicht nur eine Verdreifachung ihrer Mitgliederzahlen, sondern auch die Verfügung über zahlreiche Immobilien. Während die Mitglieder im Osten bald in Scharen wieder austraten, als die FDP die Strukturen der Blockparteien zusammenlegte und verschlankte, wurde ein Vergleich geschlossen. Die FDP verlor einen Großteil des Ostvermögens (Buchverlage und Druckereien sowie einige weitere Wirtschaftsbetriebe), konnte aber einige Immobilien erhalten.

### FDJ
Nach der Wiedervereinigung wurde auch das Vermögen der Freien Deutschen Jugend (FDJ) unter die Verwaltung der Treuhandanstalt gestellt. Die Treuhandanstalt übernahm den größten Teil des Grundbesitzes und Barvermögens der FDJ. Zusätzlich sollte die FDJ nach den gesetzlichen Vorgaben der Treuhand Steuern auf die Zinserträge des durch die Treuhand verwalteten Vermögens (ca. 300.000 DM) zahlen. Diese Bestimmung bedrohte die FDJ existenziell. Schließlich wurde ein Vergleich geschlossen. Der Verlust der „Freizeitobjekte“ und die Einfrierung der Vermögen beschleunigten den ohnehin rasanten Verfall der FDJ von einer Massenorganisation zu einem ehrenamtlichen Kleinverein. Heute ist die FDJ vermögensmäßig und nach Mitgliederzahlen bedeutungslos.

### DFD
Der Demokratische Frauenbund Deutschlands (DFD) verlor mit der Sperrung eines Großteils seines Geschäftsvermögens vorübergehend seine Handlungsfähigkeit und konnte sich nur allmählich aus der Krise befreien. Heute existieren fünf Landesverbände in Ostdeutschland mit nur geringer gesellschaftspolitischer Wirkungskraft.

### Solidaritätskomitee der DDR
Um das Vermögen des Solidaritätskomitee der DDR (ab 6. Oktober 1990 als Solidaritätsdienst International) gab es eine Bundestagsdebatte, da die gemeinnützige Verwendung der rund 5 Millionen DM, die dem Verein gesperrt wurden, nicht nachgewiesen werden konnte.

### DSF
Der Gesellschaft für Deutsch-Sowjetische Freundschaft (DSF) kam 1990 das Geld abhanden. Mit dem Verlust des Freundschaftsobjektes und des Apparates war das Ende der DSF als Massenverein besiegelt. Am 31. Dezember 1992 wurde die, ab März 1992 Brücken nach dem Osten heißende, DSF aufgelöst und das Rest-Vermögen der Stiftung „West-Östliche Begegnungen“ übertragen.

### KPÖ und Firma NOVUM
Die Kommunistische Partei Österreichs (KPÖ) reklamierte die Eigentümerschaft über das Vermögen der Firma Novum in dreistelliger Millionenhöhe. Vor Gericht unterlag sie dabei den deutschen Behörden, die die Firma als Teil des SED-Auslandsvermögens betrachten. Bis Ende der 1990er hatte die politisch wenig bedeutende KPÖ einen Großteil ihres Parteiapparates aus den Novum-Gewinnen finanziert.